# En bok om och till Gunnar Sträng
En bok om och till Gunnar Sträng sammanställdes av Frans Nilsson till Gunnar Strängs 75-årsdag.
Boken innehåller 14 artiklar och anekdoter om Gunnar Sträng. Bland dem som bidragit med texter märks både partivänner och politiska motståndare. Bland dessa återfinns Tore Browaldh, Per Eckerberg, Tage Erlander, Lennart Geijer, Sven Jerstedt, Anna-Greta Leijon, Ivar Lo-Johansson, Erik Lundberg, Gösta Netzén, Olof Palme, Gustaf von Platen, Ahmed Ben Salah, Karl Vennberg och Pierre Vinde.